# Mister Venezuela 2015
El Mister Venezuela 2015 fue la decimosegunda (12.º) edición del certamen Mister Venezuela, cuya final se llevó a cabo en la ciudad de Caracas, Venezuela, el sábado 23 de mayo de 2015 en el Estudio 1 de Venevisión. 14 candidatos provenientes de toda la geografía nacional compitieron por el título. Al final del evento, Jesús Casanova, Míster Venezuela 2014, entregó el trofeo y la bufanda nacional a  Gabriel Correa. como su sucesor.
El ganador será, además del representante del país en el próximo Mister Mundo, incluido en áreas de animación y actuación del canal. El certamen estuvo conducido por Kerly Ruiz quien es presentadora del programa matutino Portada's y  Maira Alexandra Rodríguez quien ostenta el título de Miss Tierra Agua 2014. Entre los artistas que amenizaron la velada estuvo la cantante venezolana Liz.

## Resultados
| Posiciones            | Delegado                            |
| --------------------- | ----------------------------------- |
| Míster Venezuela 2015 | - Gabriel Correa                    |
| Primer Finalista      | - Rafael Angelucci                  |
| Segundo Finalista     | - Georges Biloune                   |
| Top 5                 | - Gibson Domínguez - Rafael Oropeza |

### Premiaciones Especiales
| Premiación                       | Candidato       |
| -------------------------------- | --------------- |
| Mejor Cuerpo                     | Gabriel Correa  |
| Mejor Sonrisa                    | Rafael Oropeza  |
| Animador al Miss Venezuela Mundo | Georges Biloune |

### Premiaciones Adicionales
(El canal Venevisión también premió cuatro participantes de acuerdo a su desempeño durante en el concurso, los mismos recibieron un sobre en el transcurso del programa que contenían la frase "Bienvenido a Venevisión". Los mismos serán incluidos en el elenco de próximos dramáticos artísticos y de animación del canal.):
| Premiación          | Candidato        |
| ------------------- | ---------------- |
| Actor en Venevisión | Gabriel Correa   |
| Actor en Venevisión | Rafael Angelucci |
| Actor en Venevisión | Leonardo Pantoja |
| Actor en Venevisión | Gibson Domínguez |

## Jurado final
Estos son miembros del jurado que evaluaron a los 14 finalistas y eligieron a Míster Venezuela 2015:
- Alexandra Braun, actriz, modelo, TV host y Miss Tierra 2005.
- Ana Alicia Alba, periodista y conductora del programa "Sexo al desnudo" de Venevisión.
- Mariela Celis, animadora del programa matutino Portada's.
- Fanny Ottati, modelo, animadora, y presentadora del programa "Más Plus".
- Alejandra Sandoval, actriz y modelo colombiana.
- Diana Patricia "La Macarena", bailarina profesional.
- Amanda Herrera, madre de "La Macarena".
- María Alejandra Yánez, representante de la firma Jesús Morales.

## Aspirantes
14 aspirantes compitieron en el certamen:
(En la tabla se utiliza su nombre completo, los sobrenombres van entrecomillados y los apellidos utilizados como nombre artístico, entre paréntesis; fuera de ella se utilizan sus nombres "artísticos" o simplificados):

| Nro | Aspirante                         | Edad | Estatura (m) | Ciudad Natal             |
| --- | --------------------------------- | ---- | ------------ | ------------------------ |
| 13  | Gabriel José Correa Guzmán        | 26   | 1,88 m       | Maracay                  |
| 10  | Rafael Angelucci Pereira          | 22   | 1,87 m       | Barquisimeto             |
| 6   | Georges Abelardo Biloune Wahbi    | 29   | 1,81 m       | Barquisimeto             |
| 2   | Gibson Domínguez Suárez           | 24   | 1,87 m       | Puerto Ordaz             |
| 4   | Rafael Eduardo Oropeza García     | 21   | 1,90 m       | Barquisimeto             |
| 1   | José Luis Fernández               | 24   | 1,86 m       | Caracas                  |
| 3   | Jeudiel Enrrique Condado Grimán   | 25   | 1,84 m       | San Antonio de Los Altos |
| 5   | José Andrés Márquez Blondel       | 24   | 1,88 m       | Maturín                  |
| 7   | Anthony Alexander Domont Sulvarán | 26   | 1,80 m       | Los Teques               |
| 8   | Fabel Antonio Pauque Cordero      | 20   | 1,82 m       | Cabimas                  |
| 9   | Jesús Alberto D'Auria Guzmán      | 23   | 1,85 m       | Caracas                  |
| 11  | Leonardo Pantoja                  | 26   | 1,83 m       | Caracas                  |
| 12  | Marco Di Salvatore                | 26   | 1,88 m       | Valencia                 |
| 14  | José Andrés Rivero                | 27   | 1,90 m       | Maturín                  |

     Míster Venezuela
     1.ª Finalista
     2.ª Finalista
     Top 5 Finalistas
     Top 14 Semifinalistas